# Raimo Heino
Raimo Isma Heino (Helsinki, 13 settembre 1932 – Helsinki, 30 novembre 1995) è stato uno scultore, designer e medaglista finlandese.

## Biografia
Oltre a realizzare sculture in pietra, bronzo ed acciaio, è stato anche bozzettista di coni per monete e medaglie. Nella categoria degli scultori ha vinto il premio Pro-Finlandia nel 1985.
La sua notorietà nel resto d'Europa è legata al fatto di aver disegnato il lato nazionale della moneta da 2 euro della Finlandia, consistente in fiori e bacche del lampone artico.

## Altre opere
- Memoriale di Väinö Voionmaa (1971), Jyväskylä
- Metamorfoosi (1978), Jyväskylä
- Evankelistat (1988), Kerava